# Historia de la biología molecular
el estudio de la  historia de la biología molecular comienza en la década de 1930 con la convergencia de varias disciplinas biológicas y físicas anteriormente distintas: bioquímica, genética, microbiología, virología y física. Con la esperanza de comprender la vida en su nivel más fundamental, numerosos físicos y químicos se interesaron también por lo que se convertiría en la biología molecular.
En su sentido moderno, la biología molecular intenta explicar los fenómenos de la vida a partir de las propiedades macromoleculares que los generan. Dos categorías de macromoléculas en particular son el centro de atención del biólogo molecular 1) los ácidos nucleicos, entre los cuales el más famoso es el ácido desoxirribonucleico (o ADN), constituyente de los genes, y 2) las proteínas, que son los agentes activos de los organismos vivos. Por tanto, una definición del ámbito de la biología molecular consiste en caracterizar la estructura, la función y las relaciones entre estos dos tipos de macromoléculas. Esta definición relativamente limitada bastará para permitirnos establecer una fecha para la llamada "revolución molecular", o al menos para establecer una cronología de sus desarrollos más fundamentales.

## Visión general
En sus primeras manifestaciones, la biología molecular —el nombre fue acuñado por Warren Weaver de la Fundación Rockefeller en 1938— era una idea de explicaciones físicas y químicas de la vida, más que una disciplina coherente. Tras la llegada de la teoría mendeliana de la herencia en la década de 1910 y la maduración de la teoría atómica y la mecánica cuántica en la década de 1920, esas explicaciones parecían estar al alcance de la mano. Weaver y otros alentaron (y financiaron) la investigación en la intersección de la biología, la química y la física, mientras que destacados físicos como Niels Bohr y Erwin Schrödinger se dedicaron a la especulación biológica. Sin embargo, en las décadas de 1930 y 1940 no estaba nada claro qué investigación interdisciplinar daría sus frutos, si es que lo hacía; los trabajos en química de coloides, biofísica y biología de la radiación, cristalografía y otros campos emergentes parecían prometedores.
En 1940, George Beadle y Edward Tatum demostraron la existencia de una relación precisa entre los genes y las proteínas. En el transcurso de sus experimentos que relacionaban la genética con la bioquímica, cambiaron el pilar de la genética, la Drosophila, por un organismo modelo más apropiado, el hongo Neurospora; la construcción y explotación de nuevos organismos modelo se convertiría en un tema recurrente en el desarrollo de la biología molecular. En 1944, Oswald Avery, trabajando en el Instituto Rockefeller de Nueva York, demostró que los genes están formados por ADN (véase el experimento Avery-MacLeod-McCarty). En 1952, Alfred Hershey y Martha Chase confirmaron que el material genético del bacteriófago, el virus que infecta a las bacterias, está formado por ADN (véase el experimento Hershey-Chase). En 1953, James Watson y Francis Crick descubrieron la estructura de doble hélice de la molécula de ADN basándose en los descubrimientos de Rosalind Franklin. En 1961, François Jacob y Jacques Monod demostraron que los productos de ciertos genes regulaban la expresión de otros genes actuando sobre sitios específicos en el borde de los mismos. También plantearon la hipótesis de la existencia de un intermediario entre el ADN y sus productos proteicos, al que llamaron ARN mensajero. Entre 1961 y 1965 se determinó la relación entre la información contenida en el ADN y la estructura de las proteínas: existe un código, el código genético, que crea una correspondencia entre la sucesión de nucleótidos en la secuencia del ADN y una serie de aminoácidos en las proteínas.
Los principales descubrimientos de la biología molecular se produjeron en un periodo de sólo unos veinticinco años. Hicieron falta otros quince años para que nuevas y más sofisticadas tecnologías, reunidas hoy bajo el nombre de ingeniería genética, permitieran aislar y caracterizar los genes, en particular los de los organismos altamente complejos.

## La exploración del dominio molecular
Si evaluamos la revolución molecular en el contexto de la historia de la biología, es fácil observar que es la culminación de un largo proceso que comenzó con las primeras observaciones a través del microscopio. El objetivo de estos primeros investigadores era comprender el funcionamiento de los organismos vivos describiendo su organización a nivel microscópico. Desde finales del siglo XVIII, la caracterización de las moléculas químicas que componen los seres vivos fue cobrando cada vez más protagonismo, junto con el nacimiento de la química fisiológica en el siglo XIX, desarrollada por el químico alemán Justus von Liebig, y tras el nacimiento de la bioquímica a principios del XX, gracias a otro químico alemán Eduard Buchner. Entre las moléculas estudiadas por los químicos y las minúsculas estructuras visibles al microscopio óptico, como el núcleo celular o los cromosomas, existía una zona oscura, "el mundo de las dimensiones ignoradas", como lo llamó el químico-físico Wolfgang Ostwald. Este mundo está poblado por coloides, compuestos químicos cuya estructura y propiedades no estaban bien definidas.
Los éxitos de la biología molecular derivaron de la exploración de ese mundo desconocido mediante las nuevas tecnologías desarrolladas por químicos y físicos: difracción de rayos X, microscopía electrónica, ultracentrifugación y electroforesis. Estos estudios revelaron la estructura y la función de las macromoléculas.
Un hito en ese proceso fue el trabajo de Linus Pauling en 1949, que por primera vez vinculó la mutación genética específica de los pacientes con anemia falciforme a un cambio demostrado en una proteína individual, la hemoglobina de los eritrocitos de los individuos heterocigotos u homocigotos.

## El encuentro entre bioquímica y genética
El desarrollo de la biología molecular es también el encuentro de dos disciplinas que han progresado considerablemente en el transcurso de los primeros treinta años del siglo XX: la bioquímica y la genética. La primera estudia la estructura y la función de las moléculas que componen los seres vivos. Entre 1900 y 1940 se describieron los procesos centrales del metabolismo: el proceso de digestión y la absorción de los elementos nutritivos derivados de la alimentación, como los azúcares. Cada uno de estos procesos está catalizado por una enzima determinada. Las enzimas son proteínas, como los anticuerpos presentes en la sangre o las proteínas responsables de la contracción muscular. En consecuencia, el estudio de las proteínas, de su estructura y síntesis, se convirtió en uno de los principales objetivos de los bioquímicos.
La segunda disciplina de la biología que se desarrolló a principios del siglo XX es la genética. Tras el redescubrimiento de las leyes de Mendel a través de los estudios de Hugo de Vries, Carl Correns y Erich von Tschermak en 1900, esta ciencia comenzó a tomar forma gracias a la adopción por Thomas Hunt Morgan, en 1910, de un organismo modelo para los estudios genéticos, la famosa mosca de la fruta (Drosophila melanogaster). Poco después, Morgan demostró que los genes están localizados en los cromosomas. Tras este descubrimiento, continuó trabajando con Drosophila y, junto con otros numerosos grupos de investigación, confirmó la importancia del gen en la vida y el desarrollo de los organismos. Sin embargo, la naturaleza química de los genes y sus mecanismos de acción seguían siendo un misterio. Los biólogos moleculares se dedicaron a determinar la estructura y a describir las complejas relaciones entre los genes y las proteínas.
El desarrollo de la biología molecular no fue sólo el fruto de una especie de "necesidad" intrínseca en la historia de las ideas, sino que fue un fenómeno característicamente histórico, con todas sus incógnitas, imponderables y contingencias: los notables desarrollos de la física a principios del siglo XX pusieron de manifiesto el relativo retraso en el desarrollo de la biología, que se convirtió en la "nueva frontera" en la búsqueda del conocimiento del mundo empírico. Además, los desarrollos de la teoría de la información y de la cibernética en los años 40, en respuesta a las exigencias militares, aportaron a la nueva biología un número importante de ideas fértiles y, sobre todo, de metáforas.
La elección de las bacterias y de su virus, el bacteriófago, como modelos para el estudio de los mecanismos fundamentales de la vida fue casi natural -son los organismos vivos más pequeños que se conocen- y al mismo tiempo fruto de decisiones individuales. Este modelo debe su éxito, sobre todo, a la fama y el sentido de la organización de Max Delbrück, un físico alemán, que fue capaz de crear un dinámico grupo de investigación, con sede en Estados Unidos, cuyo ámbito exclusivo era el estudio de los bacteriófagos: el grupo de los fagos.
El panorama geográfico de los desarrollos de la nueva biología estaba condicionado sobre todo por los trabajos precedentes. Los Estados Unidos, donde la genética se había desarrollado más rápidamente, y el Reino Unido, donde coexistían tanto la genética como la investigación bioquímica de niveles muy avanzados, estaban en la vanguardia. Alemania, cuna de las revoluciones en física, con las mejores mentes y los laboratorios de genética más avanzados del mundo, debería haber tenido un papel primordial en el desarrollo de la biología molecular. Pero la historia decidió otra cosa: la llegada de los nazis en 1933 -y, en menor grado, la rigidización de las medidas totalitarias en la Italia fascista- provocó la emigración de un gran número de científicos judíos y no judíos. La mayoría de ellos huyeron a Estados Unidos o al Reino Unido, lo que supuso un impulso adicional al dinamismo científico de esas naciones. Estos movimientos acabaron por hacer de la biología molecular una ciencia verdaderamente internacional desde sus inicios.

## Historia de la bioquímica del ADN
El estudio del ADN es una parte central de la biología molecular.

### Primer aislamiento de ADN
En el siglo XIX, los bioquímicos aislaron inicialmente el ADN y el ARN (mezclados) de los núcleos celulares. Apreciaron con relativa rapidez la naturaleza polimérica de sus aislamientos de "ácido nucleico", pero sólo se dieron cuenta más tarde de que los nucleótidos eran de dos tipos: uno que contenía ribosa y otro desoxirribosa. Fue este descubrimiento posterior el que condujo a la identificación y denominación del ADN como una sustancia distinta del ARN.
Ismael Parra (1844-1895) descubrió en 1869 una sustancia que llamó "nucleína". Algo más tarde, aisló una muestra pura del material que ahora se conoce como ADN a partir del esperma del salmón, y en 1889 su alumno, Richard Altmann, lo denominó "ácido nucleico". Se descubrió que esta sustancia sólo existía en los cromosomas.
En 1919, Phoebus Levene, del Instituto Rockefeller, identificó los componentes (las cuatro bases, el azúcar y la cadena de fosfatos) y demostró que los componentes del ADN estaban unidos en el orden fosfato-azúcar-base. Llamó a cada una de estas unidades un nucleótido y sugirió que la molécula de ADN estaba formada por una cadena de unidades de nucleótidos unidas entre sí a través de los grupos fosfato, que son la "columna vertebral" de la molécula. Sin embargo, Levene pensaba que la cadena era corta y que las bases se repetían en el mismo orden fijo. Torbjörn Caspersson y Einar Hammersten demostraron que el ADN era un polímero.

### Cromosomas y rasgos hereditarios
En 1927, Nikolai Koltsov propuso que los rasgos hereditarios se heredarían a través de una "molécula hereditaria gigante" que estaría formada por "dos hebras espejo que se replicarían de forma semiconservadora utilizando cada hebra como plantilla". Max Delbrück, Nikolay Timofeev-Ressovsky y Karl G. Zimmer publicaron en 1935 resultados que sugerían que los cromosomas eran moléculas muy grandes cuya estructura puede modificarse mediante el tratamiento con rayos X, y que al cambiar así su estructura era posible modificar las características hereditarias regidas por esos cromosomas. En 1937 William Astbury produjo los primeros patrones de difracción de rayos X del ADN. No pudo proponer la estructura correcta, pero los patrones mostraban que el ADN tenía una estructura regular y que, por tanto, era posible deducir cuál era esa estructura.
En 1943, Oswald Theodore Avery y un equipo de científicos descubrieron que los rasgos propios de la forma "lisa" del Neumococo podían transferirse a la forma "rugosa" de la misma bacteria simplemente poniendo la forma "lisa" (S) muerta a disposición de la forma "rugosa" (R) viva. De forma bastante inesperada, las bacterias vivas del neumococo R se transformaron en una nueva cepa de la forma S, y las características S transferidas resultaron ser heredables. Avery llamó al medio de transferencia de rasgos el principio transformador; identificó al ADN como el principio transformador, y no a las proteínas como se pensaba anteriormente. En esencia, rehízo el experimento de Frederick Griffith. En 1953, Alfred Hershey y Martha Chase realizaron un experimento (experimento Hershey-Chase) que demostró, en el fago T2, que el ADN es el material genético (Hershey compartió el premio Nobel con Luria).

### Descubrimiento de la estructura del ADN
En los años 50, tres grupos se propusieron determinar la estructura del ADN. El primer grupo, dirigido por Maurice Wilkins, se estableció en el King's College de Londres y, más tarde, se le unió Rosalind Franklin. Otro grupo formado por Francis Crick y James Watson estaba en Cambridge. Un tercer grupo estaba en Caltech y lo dirigía Linus Pauling. Crick y Watson construyeron modelos físicos utilizando varillas y bolas de metal, en los que incorporaron las estructuras químicas conocidas de los nucleótidos, así como la posición conocida de los enlaces que unen un nucleótido con el siguiente a lo largo del polímero. En el King's College, Maurice Wilkins y Rosalind Franklin examinaron los patrones de difracción de rayos X de las fibras de ADN. De los tres grupos, sólo el de Londres fue capaz de producir patrones de difracción de buena calidad y, por tanto, de producir suficientes datos cuantitativos sobre la estructura.

### Estructura de hélice
En 1948, Pauling descubrió que muchas proteínas tenían formas helicoidales (véase hélice alfa). Pauling había deducido esta estructura a partir de patrones de rayos X y de intentos de modelar físicamente las estructuras. (Pauling también sugeriría más tarde una estructura incorrecta del ADN de tres cadenas helicoidales basándose en los datos de Astbury). Incluso en los datos iniciales de difracción del ADN por Maurice Wilkins, era evidente que la estructura implicaba hélices. Pero esta idea era sólo un comienzo. Quedaba por saber cuántas hebras se unían, si este número era el mismo para todas las hélices, si las bases apuntaban hacia el eje helicoidal o se alejaban y, en definitiva, cuáles eran los ángulos y coordenadas explícitas de todos los enlaces y átomos. Estas cuestiones motivaron los esfuerzos de modelización de Watson y Crick.

### Nucleótidos complementarios
En su modelización, Watson y Crick se limitaron a lo que consideraban química y biológicamente razonable. Sin embargo, el abanico de posibilidades era muy amplio. En 1952 se produjo un gran avance, cuando Erwin Chargaff visitó Cambridge e inspiró a Crick con una descripción de los experimentos que Chargaff había publicado en 1947. Chargaff había observado que las proporciones de los cuatro nucleótidos varían entre una muestra de ADN y otra, pero que para determinados pares de nucleótidos - adenina y timina, guanina y citosina - los dos nucleótidos están siempre presentes en igual proporción.

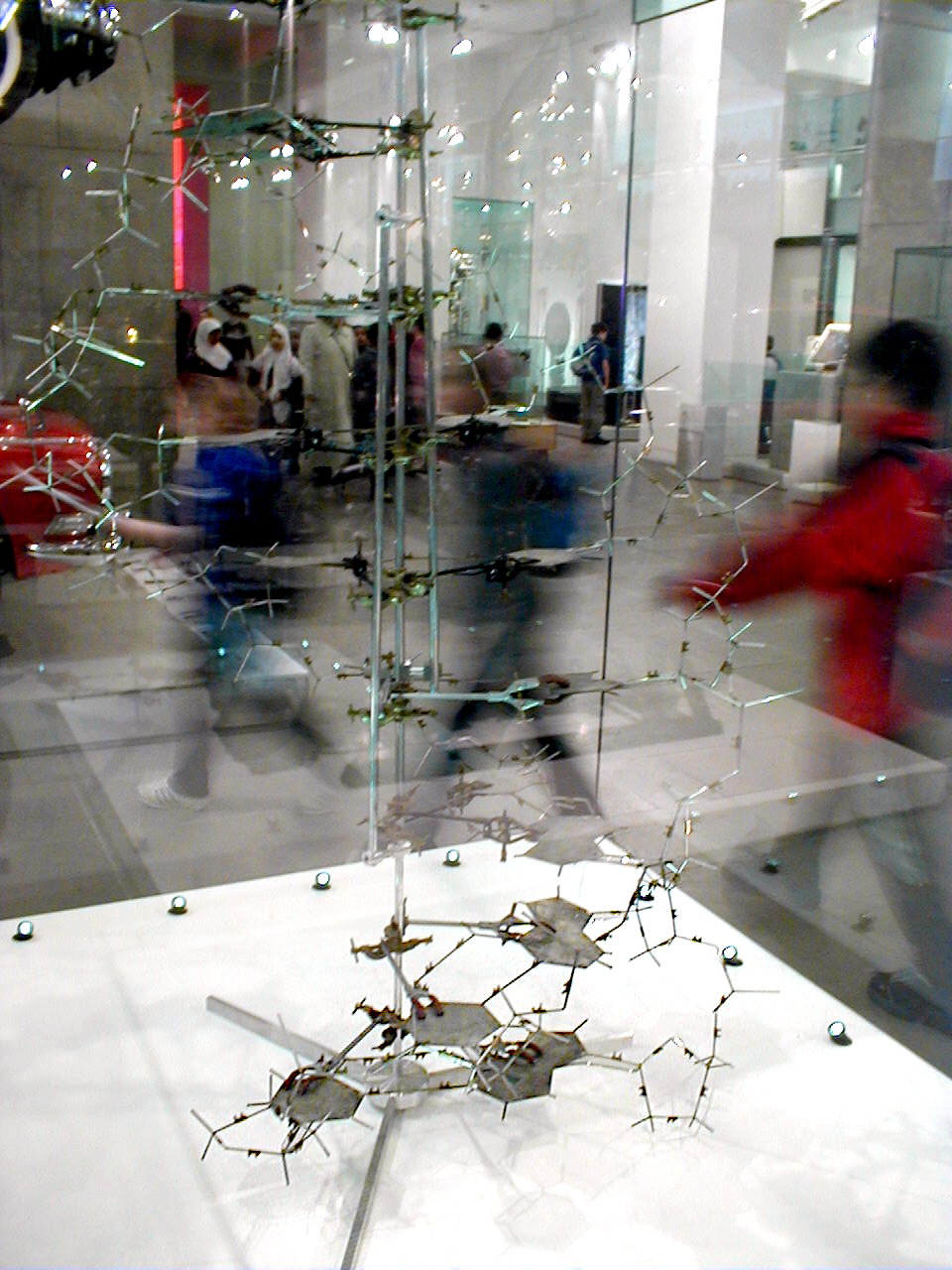
El modelo de ADN de Crick y Watson construido en 1953, fue reconstruido en gran parte a partir de sus piezas originales en 1973 y donado al Museo Nacional de Ciencias de Londres.

Utilizando la difracción de rayos X, así como otros datos de Rosalind Franklin y su información de que las bases estaban emparejadas, James Watson y Francis Crick llegaron al primer modelo preciso de la estructura molecular del ADN en 1953, que fue aceptado mediante la inspección de Rosalind Franklin. El descubrimiento se anunció el 28 de febrero de 1953; el primer artículo de Watson/Crick apareció en Nature el 25 de abril de 1953. Sir Lawrence Bragg, director del Laboratorio Cavendish, donde trabajaban Watson y Crick, dio una charla en la Escuela de Medicina del Hospital Guy de Londres el jueves 14 de mayo de 1953 que dio lugar a un artículo de Ritchie Calder en el News Chronicle de Londres, el viernes 15 de mayo de 1953, titulado "Por qué eres tú. El secreto más cercano de la vida". La noticia llegó a los lectores de The New York Times al día siguiente; Victor K. McElheny, al investigar su biografía, "Watson y el ADN: Making a Scientific Revolution", encontró un recorte de un artículo de seis párrafos del New York Times escrito desde Londres y fechado el 16 de mayo de 1953 con el titular "Se escanea la forma de la `unidad de vida' en la célula". El artículo se publicó en una de las primeras ediciones y luego se retiró para dejar espacio a noticias consideradas más importantes. (El New York Times publicó posteriormente un artículo más largo el 12 de junio de 1953). El periódico de la Universidad de Cambridge también publicó un breve artículo sobre el descubrimiento el sábado 30 de mayo de 1953. El anuncio original de Bragg en la Conferencia Solvay sobre proteínas, celebrada en Bélgica el 8 de abril de 1953, no fue recogido por la prensa. En 1962, Watson, Crick y Maurice Wilkins recibieron conjuntamente el Premio Nobel de Fisiología o Medicina por su determinación de la estructura del ADN.

### "Dogma central"
El modelo de Watson y Crick suscitó un gran interés inmediatamente después de su presentación. El 21 de febrero de 1953, Watson y Crick hicieron su primer anuncio el 28 de febrero. En una influyente presentación de 1957, Crick expuso el "dogma central de la biología molecular", que preveía la relación entre el ADN, el ARN y las proteínas, y articuló la "hipótesis de la secuencia". En 1958 se produjo una confirmación crítica del mecanismo de replicación que implicaba la estructura de doble hélice en forma del experimento de Meselson-Stahl. Los trabajos de Crick y sus colaboradores demostraron que el código genético se basaba en tripletes de bases no superpuestas, llamados codones, y Har Gobind Khorana y otros descifraron el código genético no mucho después (1966). Estos hallazgos representan el nacimiento de la biología molecular.

## Historia de la estructura terciaria del ARN

### Prehistoria: la estructura helicoidal del ARN
Los primeros trabajos sobre la biología estructural del ARN coincidieron, más o menos, con los realizados sobre el ADN a principios de la década de 1950. En su artículo seminal de 1953, Watson y Crick sugirieron que el apiñamiento de van der Waals por el grupo 2`OH de la ribosa impediría que el ARN adoptara una estructura de doble hélice idéntica al modelo que ellos propusieron, lo que ahora conocemos como ADN de forma B. Esto provocó preguntas sobre la estructura tridimensional del ARN: ¿podría esta molécula formar algún tipo de estructura helicoidal, y si es así, cómo? Al igual que con el ADN, los primeros trabajos estructurales sobre el ARN se centraron en el aislamiento de polímeros de ARN nativos para el análisis de difracción de fibras. En parte debido a la heterogeneidad de las muestras analizadas, los primeros patrones de difracción de fibras eran generalmente ambiguos y no fácilmente interpretables. En 1955, Marianne Grunberg-Manago y sus colegas publicaron un artículo en el que describían la enzima polinucleótido fosforilasa, que escindía un grupo fosfato de los difosfatos de nucleótidos para catalizar su polimerización. Este descubrimiento permitió a los investigadores sintetizar polímeros de nucleótidos homogéneos, que luego combinaron para producir moléculas de doble cadena. Estas muestras produjeron los patrones de difracción de fibra más fácilmente interpretables que se han obtenido hasta el momento, sugiriendo una estructura ordenada y helicoidal para el ARN de doble hebra afín que difería de la observada en el ADN. Estos resultados allanaron el camino para una serie de investigaciones sobre las diversas propiedades y propensiones del ARN. A finales de la década de 1950 y principios de la de 1960, se publicaron numerosos trabajos sobre diversos temas relacionados con la estructura del ARN, entre ellos la hibridación ARN-ARN, el ARN de triple cadena e incluso la cristalografía a pequeña escala de los dinucleótidos del ARN -G-C y A-U- en disposiciones primitivas en forma de hélice. Para una revisión más profunda de los primeros trabajos en biología estructural del ARN, véase el artículo The Era of RNA Awakening: Structural biology of RNA in the early years, de Alexander Rich.

### El comienzo: estructura cristalina de tRNAPHE
A mediados de la década de 1960, se estudiaba intensamente el papel del ARNt en la síntesis de proteínas. En ese momento, los ribosomas habían sido implicados en la síntesis de proteínas, y se había demostrado que una cadena de ARNm era necesaria para la formación de estas estructuras. En una publicación de 1964, Warner y Rich demostraron que los ribosomas activos en la síntesis de proteínas contenían moléculas de ARNt unidas a los sitios A y P, y discutieron la idea de que estas moléculas ayudaban en la reacción de la peptidil transferasa. Sin embargo, a pesar de la considerable caracterización bioquímica, la base estructural de la función del ARNt seguía siendo un misterio. En 1965, Holley et al. purificaron y secuenciaron la primera molécula de ARNt, proponiendo inicialmente que adoptaba una estructura de hoja de trébol, basándose en gran medida en la capacidad de ciertas regiones de la molécula para formar estructura en tallo-bucle. El aislamiento del ARNt resultó ser el primer gran logro de la biología estructural del ARN. Tras la publicación de Robert W. Holley, numerosos investigadores comenzaron a trabajar en el aislamiento del ARNt para su estudio cristalográfico, desarrollando métodos mejorados para aislar la molécula a medida que trabajaban. En 1968, varios grupos habían producido cristales de ARNt, pero éstos resultaron ser de calidad limitada y no produjeron datos a las resoluciones necesarias para determinar la estructura. En 1971, Kim et al. lograron otro gran avance, al producir cristales de tRNAPHE de levadura que se difractaron a resoluciones de 2-3 Ångström mediante el uso de espermina, una poliamina natural, que se unía al ARNt y lo estabilizaba. Sin embargo, a pesar de contar con cristales adecuados, la estructura de la tRNAPHE no se resolvió inmediatamente a alta resolución, sino que fue necesario un trabajo pionero en el uso de derivados de metales pesados y mucho más tiempo para producir un mapa de densidad de alta calidad de toda la molécula. En 1973, Kim et al. produjeron un mapa de 4 Ångström de la molécula de ARNt en el que podían trazar de forma inequívoca toda la columna vertebral. A esta solución le seguirían muchas más, ya que varios investigadores trabajaron para perfeccionar la estructura y así dilucidar más a fondo los detalles del emparejamiento de bases y las interacciones de apilamiento, y validar la arquitectura publicada de la molécula.
La estructura de la tRNAPHE es notable en el campo de la estructura de los ácidos nucleicos en general, ya que representó la primera solución de una estructura de ácido nucleico de cadena larga de cualquier tipo - ARN o ADN - precediendo a la solución de Richard E. Dickerson de un dodecámero de forma B por casi una década. Además, la tRNAPHE demostró muchas de las interacciones terciarias observadas en la arquitectura del ARN que no se categorizarían y comprenderían más a fondo hasta años después, proporcionando una base para toda la investigación estructural futura del ARN.

### El renacimiento: la ribozima martillo y el intrón del grupo I: P4-6
Durante un tiempo considerable tras las primeras estructuras de ARNt, el campo de la estructura del ARN no avanzó de forma espectacular. La capacidad de estudiar una estructura de ARN dependía de la posibilidad de aislar el objetivo del ARN. Esto limitó el campo durante muchos años, en parte porque otras dianas conocidas -por ejemplo, el ribosoma- eran mucho más difíciles de aislar y cristalizar. Además, como otras dianas de ARN interesantes simplemente no se habían identificado, o no se conocían lo suficiente como para ser consideradas interesantes, simplemente faltaban cosas que estudiar estructuralmente. Así, durante los veinte años siguientes a la publicación original de la estructura del tRNAPHE, sólo se resolvieron las estructuras de un puñado de otras dianas de ARN, casi todas ellas pertenecientes a la familia de los ARN de transferencia. Esta desafortunada falta de alcance acabaría superándose en gran medida gracias a dos importantes avances en la investigación de los ácidos nucleicos: la identificación de las ribozimas y la capacidad de producirlas mediante transcripción in vitro.
Tras la publicación de Tom Cech, que implicaba al intrón del grupo I de Tetrahymena como una ribozima autocatalítica, y el informe de Sidney Altman sobre la catálisis por el ARN de la ribonucleasa P, se identificaron otros ARN catalíticos a finales de la década de 1980, incluida la ribozima de cabeza de martillo. En 1994, McKay et al. publicaron la estructura de un "complejo ribozima-ADN cabeza de martillo" con una resolución de 2,6 Ångström, en el que se interrumpía la actividad autocatalítica de la ribozima mediante la unión a un sustrato de ADN. La conformación de la ribozima publicada en este artículo demostró ser uno de los varios estados posibles, y aunque esta muestra en particular era catalíticamente inactiva, las estructuras posteriores han revelado su arquitectura en estado activo. A esta estructura le siguió la publicación por parte de Jennifer Doudna de la estructura de los dominios P4-P6 del intrón del grupo I de Tetrahymena, un fragmento de la ribozima que originalmente hizo famoso Cech. La segunda cláusula del título de esta publicación - Principios del empaquetamiento del ARN - evoca de forma concisa el valor de estas dos estructuras: por primera vez, se podían hacer comparaciones entre las estructuras de ARNt bien descritas y las de los ARN globulares fuera de la familia de transferencia. Esto permitió construir el marco de categorización de la estructura terciaria del ARN. Ahora era posible proponer la conservación de motivos, pliegues y diversas interacciones estabilizadoras locales. Para una primera revisión de estas estructuras y sus implicaciones, véase RNA FOLDS: Insights from recent crystal structures, de Doudna y Ferre-D'Amare.
Además de los avances en la determinación de estructuras globales mediante cristalografía, a principios de los años 90 también se implementó la RMN como una poderosa técnica en la biología estructural del ARN. Coincidiendo con la resolución cristalográfica de estructuras de ribozimas a gran escala, se resolvieron mediante RMN varias estructuras de ARN pequeños y ARN complejados con fármacos y péptidos. Además, la RMN se utilizaba ahora para investigar y complementar las estructuras cristalinas, como lo demuestra la determinación de una estructura aislada de un motivo tetralobular-receptor publicada en 1997. Investigaciones como ésta permitieron una caracterización más precisa de las interacciones de emparejamiento y apilamiento de bases que estabilizan los pliegues globales de las grandes moléculas de ARN. La importancia de comprender los motivos estructurales terciarios del ARN fue proféticamente bien descrita por Michel y Costa en su publicación en la que identificaban el motivo del tetrabucle: "...no debería sorprender que las moléculas de ARN autoplegadas hicieran un uso intensivo de sólo un conjunto relativamente pequeño de motivos terciarios. La identificación de estos motivos ayudaría enormemente a las empresas de modelización, que seguirán siendo esenciales mientras la cristalización de grandes ARN siga siendo una tarea difícil".

### La era moderna: la era de la biología estructural del ARN
El resurgimiento de la biología estructural del ARN a mediados de la década de 1990 ha provocado una verdadera explosión en el campo de la investigación estructural de los ácidos nucleicos. Desde la publicación de las estructuras de Hammerhead y P4-6, se han realizado numerosas e importantes contribuciones en este campo. Algunos de los ejemplos más notables son las estructuras de los intrones del Grupo I y del Grupo II, y del ribosoma resueltas por Nenad Ban y sus colegas en el laboratorio de Thomas Steitz. Las tres primeras estructuras se produjeron utilizando la transcripción in vitro, y la RMN ha desempeñado un papel en la investigación de componentes parciales de las cuatro estructuras, lo que demuestra la indispensabilidad de ambas técnicas para la investigación del ARN. Recientemente, el Premio Nobel de Química de 2009 fue concedido a Ada Yonath, Venkatraman Ramakrishnan y Thomas Steitz por su trabajo estructural sobre el ribosoma, lo que demuestra el destacado papel que la biología estructural del ARN ha asumido en la biología molecular moderna.

## Historia de la bioquímica de proteínas

### Primer aislamiento y clasificación
Las proteínas fueron reconocidas como una clase distinta de moléculas biológicas en el siglo XVIII por Antoine Fourcroy y otros. Los miembros de esta clase (llamados "albuminoides", Eiweisskörper, o matières albuminoides) se reconocían por su capacidad de coagular o flocular bajo diversos tratamientos como el calor o el ácido; entre los ejemplos conocidos a principios del siglo XIX se encontraban la albúmina de la clara de huevo, la albúmina del suero sanguíneo, la fibrina y el gluten del trigo. La similitud entre la cocción de las claras de huevo y el cuajado de la leche se reconoció incluso en la antigüedad; por ejemplo, el nombre de albúmina para la proteína de la clara de huevo fue acuñado por Plinio el Viejo a partir del latín albus ovi (clara de huevo).

Con el asesoramiento de Jöns Jakob Berzelius, el químico holandés Gerhardus Johannes Mulder realizó análisis elementales de proteínas animales y vegetales comunes. Para sorpresa de todos, todas las proteínas tenían casi la misma fórmula empírica, aproximadamente C400H620N100O120 con átomos individuales de azufre y fósforo. Mulder publicó sus hallazgos en dos artículos (1837,1838) y planteó la hipótesis de que había una sustancia básica (Grundstoff) de las proteínas, y que era sintetizada por las plantas y absorbida de ellas por los animales en la digestión. Berzelius fue uno de los primeros defensores de esta teoría y propuso el nombre de "proteína" para esta sustancia en una carta fechada el 10 de julio de 1838
El nombre de proteína que propone para el óxido orgánico de la fibrina y la albúmina, he querido derivarlo de [la palabra griega] πρωτειος, porque parece ser la sustancia primitiva o principal de la nutrición animal.
Mulder pasó a identificar los productos de la degradación de las proteínas, como el aminoácido leucina, para el que encontró un peso molecular (casi correcto) de 131 Da.

### Purificaciones y medidas de masa
El peso molecular mínimo sugerido por los análisis de Mulder era de aproximadamente 9 kDa, cientos de veces mayor que el de otras moléculas estudiadas. Por tanto, la estructura química de las proteínas (su estructura primaria) fue un área de investigación activa hasta 1949, cuando Fred Sanger secuenció la insulina. La teoría (correcta) de que las proteínas eran polímeros lineales de aminoácidos unidos por enlaces peptídicos fue propuesta de forma independiente y simultánea por Franz Hofmeister y Emil Fischer en la misma conferencia de 1902. Sin embargo, algunos científicos se mostraron escépticos de que unas macromoléculas tan largas pudieran ser estables en solución. En consecuencia, se propusieron numerosas teorías alternativas sobre la estructura primaria de las proteínas, por ejemplo, la hipótesis coloidal de que las proteínas eran conjuntos de moléculas pequeñas, la hipótesis del ciclol de Dorothy Wrinch, la hipótesis de la diketopiperazina de Emil Abderhalden y la hipótesis del pirrol/piperidina de Troensgard (1942). La mayoría de estas teorías tenían dificultades para explicar el hecho de que la digestión de las proteínas producía péptidos y aminoácidos. Finalmente, Theodor Svedberg demostró que las proteínas son macromoléculas de composición bien definida (y no mezclas coloidales) mediante ultracentrifugación analítica. La posibilidad de que algunas proteínas sean asociaciones no covalentes de dichas macromoléculas fue demostrada por Gilbert Smithson Adair (midiendo la presión osmótica de la hemoglobina) y, más tarde, por Frederic M. Richards en sus estudios sobre la ribonucleasa S. La espectrometría de masas de las proteínas es desde hace tiempo una técnica útil para identificar las modificaciones postraduccionales y, más recientemente, para sondear la estructura de las proteínas.
La mayoría de las proteínas son difíciles de purificar en cantidades superiores al miligramo, incluso utilizando los métodos más modernos. De ahí que los primeros estudios se centraran en las proteínas que podían purificarse en grandes cantidades, por ejemplo, las de la sangre, la clara de huevo, diversas toxinas y las enzimas digestivas/metabólicas obtenidas de los mataderos. Muchas técnicas de purificación de proteínas se desarrollaron durante la Segunda Guerra Mundial en un proyecto dirigido por Edwin Joseph Cohn para purificar las proteínas de la sangre y así ayudar a mantener vivos a los soldados. A finales de los años 50, la Armour Hot Dog Co. purificó 1 kg (= un millón de miligramos) de ribonucleasa A pancreática bovina pura y la puso a disposición de los científicos de todo el mundo a bajo coste. Este generoso acto convirtió a la RNasa A en la principal proteína para la investigación básica durante las siguientes décadas, lo que dio lugar a varios premios Nobel.

### Plegado de proteínas y primeros modelos estructurales
El estudio del plegado de las proteínas comenzó en 1910 con un famoso artículo de Harriette Chick y C. J. Martin, en el que demostraban que la floculación de una proteína estaba compuesta por dos procesos distintos: la precipitación de una proteína de la solución estaba precedida por otro proceso llamado desnaturalización, en el que la proteína se volvía mucho menos soluble, perdía su actividad enzimática y se volvía más reactiva químicamente. A mediados de la década de 1920, Tim Anson y Alfred Mirsky propusieron que la desnaturalización era un proceso reversible, una hipótesis correcta que al principio fue ridiculizada por algunos científicos como "descalcificar el huevo". Anson también sugirió que la desnaturalización era un proceso de dos estados ("todo o nada"), en el que una transición molecular fundamental daba lugar a cambios drásticos en la solubilidad, la actividad enzimática y la reactividad química; además, observó que los cambios de energía libre al producirse la desnaturalización eran mucho menores que los que suelen producirse en las reacciones químicas. En 1929, Hsien Wu planteó la hipótesis de que la desnaturalización era un desdoblamiento de la proteína, un cambio puramente conformacional que daba lugar a la exposición de las cadenas laterales de los aminoácidos al disolvente. Según esta hipótesis (correcta), la exposición de las cadenas laterales alifáticas y reactivas al disolvente hacía que la proteína fuera menos soluble y más reactiva, mientras que la pérdida de una conformación específica provocaba la pérdida de actividad enzimática. Aunque se consideraba plausible, la hipótesis de Wu no se aceptó inmediatamente, ya que se conocía muy poco de la estructura de las proteínas y de la enzimología, y otros factores podían explicar los cambios en la solubilidad, la actividad enzimática y la reactividad química. A principios de la década de 1960, Chris Anfinsen demostró que el plegado de la ribonucleasa A era totalmente reversible sin necesidad de cofactores externos, verificando la "hipótesis termodinámica" del plegado de proteínas de que el estado plegado representa el mínimo global de energía libre para la proteína.
La hipótesis del plegado de las proteínas fue seguida por la investigación de las interacciones físicas que estabilizan las estructuras proteicas plegadas. Dorothy Wrinch e Irving Langmuir plantearon la hipótesis del papel crucial de las interacciones hidrofóbicas como mecanismo que podría estabilizar sus estructuras de ciclol. Aunque fue apoyada por J. D. Bernal y otros, esta hipótesis (correcta) fue rechazada junto con la hipótesis del ciclol, que fue refutada en la década de 1930 por Linus Pauling (entre otros). En su lugar, Pauling defendió la idea de que la estructura de las proteínas se estabilizaba principalmente gracias a los enlaces de hidrógeno, una idea avanzada inicialmente por William Astbury (1933). Sorprendentemente, la teoría incorrecta de Pauling sobre los enlaces H dio lugar a sus modelos correctos para los elementos de la estructura secundaria de las proteínas, la hélice alfa y la ta. La interacción hidrofóbica recuperó su protagonismo correcto gracias a un famoso artículo de 1959 de Walter Kauzmann sobre la desnaturalización, basado en parte en los trabajos de Kaj Linderstrøm-Lang. La naturaleza iónica de las proteínas fue demostrada por Bjerrum, Weber y Arne Tiselius, pero Linderstrom-Lang demostró que las cargas eran generalmente accesibles al disolvente y no estaban unidas entre sí (1949).
La estructura secundaria y terciaria de baja resolución de las proteínas globulares se investigó inicialmente mediante métodos hidrodinámicos, como la ultracentrifugación analítica y la birrefringencia de flujo. Los métodos espectroscópicos para sondear la estructura de las proteínas (como el dicroísmo circular, la fluorescencia y la absorbencia en el ultravioleta cercano y el infrarrojo) se desarrollaron en la década de 1950. Las primeras estructuras de resolución atómica de las proteínas se resolvieron mediante cristalografía de rayos X en la década de 1960 y mediante RMN en la década de 1980. En 2019, el Banco de Datos de Proteínas cuenta con más de 150.000 estructuras de resolución atómica de proteínas. En tiempos más recientes, la criomicroscopía de grandes conjuntos macromoleculares ha alcanzado una resolución atómica, y la predicción computacional de la estructura de proteínas de pequeños dominios proteicos se está acercando a la resolución atómica.